# 拉沙佩勒欧特格吕
拉沙佩勒欧特格吕（法語：La Chapelle-Haute-Grue，法語發音：[la ʃapɛl ot ɡʁy] ⓘ）是法国卡尔瓦多斯省的一个旧市镇，属于利雪区。2016年，拉沙佩勒欧特格吕与临近的3个市镇合并为新市镇瓦勒德维。

## 地理
拉沙佩勒欧特格吕（48°58'0"N, 0°8'51"E）面积2.92 平方千米，位于法国诺曼底大区卡爾瓦多斯省，该省份为法国西北部沿海省份，北濒大西洋英吉利海峡，东北与滨海塞纳省以海上边界相接，东临厄尔省，南至奧恩省，西与芒什省接壤。
与拉沙佩勒欧特格吕接壤的市镇（或旧市镇、城区）包括：莱索泰勒-圣巴齐勒、拉布雷维耶尔、厄尔特旺、圣富瓦德蒙戈姆里、托尔蒂桑贝尔、瓦勒德维。

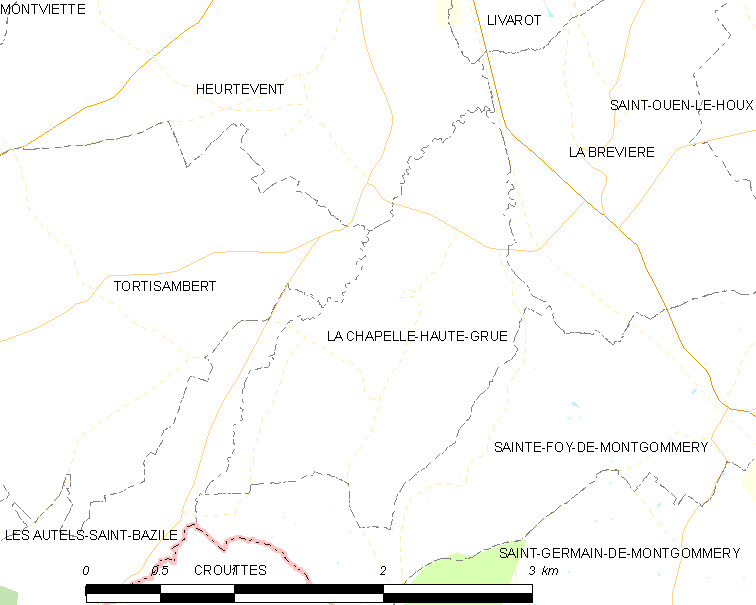
拉沙佩勒欧特格吕的OSM定位图

拉沙佩勒欧特格吕的时区为UTC+01:00、UTC+02:00（夏令时）。

## 行政
拉沙佩勒欧特格吕的邮政编码为14140，INSEE市镇编码为14153。

## 政治
拉沙佩勒欧特格吕所属的省级选区为利瓦罗派多日县。

## 人口

1962-2008年间拉沙佩勒欧特格吕人口变化图示

拉沙佩勒欧特格吕于2018年1月1日时的人口数量为76人。